# John Louis Morkovsky
John Louis Morkovsky, né le 16 août 1909 à Praha (Texas) et mort le 24 mars 1990 à Tacoma, est un prélat catholique américain. Il est évêque d'Amarillo de 1958 à 1963, ainsi qu'évêque de Galveston-Houston de 1975 à 1984.

## Biographie
John Morkovsky naît à Praha, au Texas, le 16 août 1909. Son père, issu de la Moravie, immigre aux États-Unis, tandis que sa mère est la fille d'immigrants Moraves. John Morkovsky est baptisé au sein du foyer familial par le père Louis P. Netardus. 
Morkovsky entre au séminaire Saint-Jean de San Antonio en 1924. En 1930, il est envoyé à Rome afin d'étudier au sein de l'Université pontificale urbanienne ainsi que l'Université pontificale grégorienne.

## Prêtrise
Tandis qu'il est à Rome, Morkovsky est ordonné prêtre de l'Archidiocèse de San Antonio le 5 décembre 1933 par le cardinal Francesco Marchetti-Selvaggiani. En 1936, il obtient son doctorat en théologie. 
Lorsqu'il retourne au Texas en 1936, Morkovsky est assigné en tant que vicaire de la paroisse Saint-Michel de Weimar. En 1939, il est muté à la paroisse Sainte-Anne de San Antonio. L'année suivante, Morkovsky est nommé professeur de droit canonique, de latin et de philosophie au Séminaire Saint-Jean. Il est brièvement prêtre de la paroisse Saint François de Paule ainsi que directeur des écoles catholiques de San Antonio.
En 1941, Morkovsky est envoyé à Washington dans le but d'étudier au sein de l'Université catholique d'Amérique, où il reçoit un Master of Arts en éducation. Il se rend de nouveau au Texas en 1943 où il reprend son poste de directeur des écoles catholiques de San Antonio. Lors de cette période, il occupe différentes fonctions tel que :
- Juge du tribunal ecclésiastique archidiocésain, entre 1944 et 1946
- Prêtre de la paroisse Saint-Léon de San Antonio, entre 1945 et 1954
- Consultant archidiocésain, entre 1947 et 1956
- Prêtre de la paroisse Sainte-Marie-Madeleine de San Antonio, entre 1954 et 1956
- Modérateur du Conseil du doyenné des femmes catholiques
- Directeur de la branche local de la National Legion of Decency

Morkovsky organise également la Fédération des clubs de parents et d'enseignants catholiques de San Antonio.

### Évêque auxiliaire et évêque d'Amarillo
Le 22 décembre 1955, Morkovsky est nommé évêque auxiliaire du Diocèse d'Amarillo ainsi qu'évêque titulaire de Hieron par le pape Pie XII. Le 22 février 1956, Morkovsky est consacré évêque par l'archevêque Amleto Cicognani. Outre ses devoirs liés à sa fonction d'évêque auxiliaire, Morkovsky est également chancelier ainsi que vicaire général du diocèse. Le 18 août 1958, le pape Pie XII nomme Morkovsky quatrième évêque d'Amarillo. 

### Coadjuteur et évêque de Galveston-Houston
Le 16 avril 1963, Morkovsky est nommé coadjuteur du diocèse de Galveston-Houston ainsi qu'évêque titulaire de Tigava par le pape Jean XXIII. Il devient administrateur apostolique du diocèse aux côtés de Wendelin Joseph Nold (en), souffrant d'une déficience visuelle. Il participe aussi au deuxième concile œcuménique du Vatican entre 1962 et 1965. En 1964, il fonde le journal diocésain The Texas Catholic Herald et anime la visite du cardinal Josef Beran. En 1966, Morkovsky établit la première mission diocésaine dans la ville de Guatemala, puis, en 1968, il établit le Corps des aumôniers d'hôpitaux au sein du Texas Medical Center. De 1970 à 1972, Morkovsky est le premier évêque catholique à présider la Conférence des Églises du Texas.
Le 22 avril 1975, Morkovsky succéde automatiquement à Nold en tant que sixième évêque de Galveston-Houston. Pendant sa fonction, il établit les ministères afro-américain et mexicano-américain et donne une attention particulière aux paroissiens à faible revenu ainsi qu'à la grande communauté vietnamienne d'Houston. L'Église catholique au Texas a continué de connaître une croissance considérable qui a contribué à de nouvelles divisions du diocèse, y compris le Diocèse de Beaumont en 1966, le Diocèse de Victoria en 1982, ainsi que le Diocèse de Tyler en 1987.

### Retraite
Le 21 août 1984, le pape Jean-Paul II accepte la démission de Morkovsky en tant qu'évêque de Galveston-Houston. Il demeure sur les terres du séminaire Sainte-Marie à Houston. 
Le 24 mars 1990, John Morkovsky meurt à l'âge de 80 ans suite à un accident vasculaire cérébral à Tacoma. Il est enterré au cimetière de la Sainte-Croix à Houston.

## Succession apostolique
John Louis Morkovsky a ordonné les évêques suivants :
- Évêque Vincent Madeley Harris (en) (1966)
- Évêque John E. McCarthy (en) (1979)